# 平原堡站

平原堡站位于中华人民共和国甘肅省张掖市沙井镇，是兰新铁路的一座火车站，等级为四等站，距兰州站566公里，距乌鲁木齐南站1326公里，本站及相邻上下行区间均为电气化区段。本站办理客货运业务。